# Cèdula hipotecària
Una cèdula hipotecària o títol amb garantia hipotecària (en anglès: Covered bond, en alemany: Pfandbrief) és un bo mobiliari emès per una entitat financera i caracteritzat pel fet que el pagament dels interessos i l'amortització del nominal estant garantits per la totalitat dels crèdits hipotecaris concedits per l'entitat emissora. Es diferencien d'un bo hipotecari en el fet que aquests darrers estan garantits per un crèdit hipotecari, o grup de crèdits, concret i específic, i vinculat a la l'emissió d'aquests bons, mentre que les cèdules estan garantides per la totalitat dels crèdits hipotecaris concedits per l'entitat emissora. Això i els requisits que s'estableixen sobre les hipoteques que es poden acceptar com a garantia converteix les cèdules i bons hipotecaris en un dels productes més segurs i de més qualitat entre els títols de renda fixa.
Segons definició del Banc d'Espanya, les cèdules hipotecàries són un «actiu financer o títol valor de renda fixa, que s'emet amb la garantia de la cartera de préstecs hipotecaris de l'entitat emissora». La seva emissió està restringida a les entitats de crèdit oficial, societats de crèdit hipotecari i caixes d'estalvis. Són assimilables a un «covered bond», però molt diferents quant a estructura dels «mortgage-backed securities» creats durant el procés de titulització del segle xxi, doncs l'origen de les cèdules hipotecàries es remunta al segle xix tenint com a antecedent directe els «Pfandbrief» alemanys del segle xviii.

## Història
Els «Pfandbriefe» —títols garantits per hipoteques— foren creats a Prússia el 1769 per Frederic el Gran; el 1795 es produí el gran incendi de Copenhaguen, capital del regne de Dinamarca, i davant la necessitat d'aixecar capital per finançar la reconstrucció el govern danès seguí la iniciativa prussiana i legislà els títol garantits per hipoteques. Avui en dia gairebé tots els béns immobles de Dinamarca es financen amb títols garantits i Dinamarca n'és el tercer major a Europa. A Prússia, després de la unificació alemanya, els Pfandbriefe eren emesos pels diferents estats, regulats per llei pública, i garantits per hipoteques privades i préstecs públics. El 1850 se'n permeté l'emissió als bancs com a mitjà per refinançar crèdits hipotecaris i el 1900, amb la llei dels bancs hipotecaris, l'emissió estandarditzada dels Pfandbriefe es generalitzà a tot l'imperi alemany.
Al regne d'Espanya foren originàriament emeses pel Banco Hipotecario de España, entitat financera oficial creada el 1872, i que el 1876 va rebre privilegi exclusiu per emetre cèdules hipotecàries. La seva denominació, «cèdula», rau en el fet que en el context espanyol del segle xix una cèdula -un document escrit- era un terme amb equivalència al de títol valor, i «hipotecària» perquè el col·lateral -garantia- són tots els crèdits hipotecaris concedits per l'entitat financera emissora.
Actualment els títols garantits per hipoteques són molt comuns en Alemanya i a la resta d'Europa, utilitzant-se com a instrument financer amb gran èxit i en els seus més de dos segles d'història no hi ha hagut un sol cas de cessació de pagaments. La seguretat proporcionada per la garantia de tots els crèdits hipotecaris, i els requisits sobre l'acceptació de les hipoteques que formen la garantia fou la raó per la qual les cèdules hipotecàries foren un dels primers mercats a recuperar-se després del la crisi del crèdit del 2008.

## Instrument financer
Les cèdules hipotecàries són un instrument financer interessant pels bancs perquè l'amortització del capital prestat és a llarg termini, i al tractar-se de passiu exigible a llarg termini no li genera tensions de liquiditat. Pels inversors són interessants perquè esdevenen un instrument financer híbrid entre un dipòsit a termini i un bo; són com un dipòsit a termini perquè l'inversor s'assegura recuperar l'invertit més el tipus d'interès que se li pagui una vegada que venç el títol, i són com un bo —els que emeten les empreses de l'economia real per a finançar-se— perquè generalment les cèdules hipotecàries emeses per les entitats de crèdit paguen tots els mesos interessos i a més l'inversor les pot vendre al mercat secundari en cas de necessitar liquiditat. Segons la informació sobre l'inversor es poden classificar en cèdules hipotecàries nominatives, a l'ordre, o al portador.

## Legislació
A diferència de la normativa americana, els mortgage-backed securities, i les hipoteques subprime, la normativa hipotecària i financera espanyola (Reial Decret 716/2009, 24 d'abril Arxivat 2012-01-19 a Wayback Machine.) assegura la solvència de les cèdules i els bons hipotecaris establint una sèrie requisits que han de complir els «actius de substitució» —les hipoteques— per tal que es puguin usar com a garantia d'aquests instruments financers. Així, perquè un crèdit hipotecari pugui esdevenir un «actius de substitució» —la garantia—, la hipoteca no podrà excedir el 60% del valor de taxació del bé hipotecat, o el 80% si és pel finançament de la construcció, rehabilitació o adquisició d'habitatge; aquests marges del 60% i el 80% suposen un gran amortidor en cas de caiguda de preus generalitzada. Per tant, les hipoteques que recolzen la devolució dels diners invertits en cèdules hipotecàries mai no sobrepassen uns percentatges prudents de taxació, fet que converteix les cèdules i bons hipotecaris en un dels productes més segurs entre els títols de renda fixa. De fet no es coneix encara cap impagament de cèdules hipotecàries al regne d'Espanya.

## Risc
El principal competidor de les cèdules hipotecàries són els dipòsits a termini. Mentre que aquests darrers estan assegurats pel Fons de Garantia de Dipòsits —fins a 100.000 euros per client i entitat financera—, les cèdules hipotecàries no ho estan. Per contra, els dipòsits a termini impliquen que els diners invertits quedin immobilitzats durant un llarg període i l'inversor no els pot recuperar fins al venciment. Tanmateix, les cèdules hipotecàries cotitzen al mercat secundari com si fossin bons i, en cas que l'inversor necessiti liquiditat, les podrà vendre immediatament.
Donada la legislació vigent doncs, el risc de les cèdules hipotecàries no s'origina, per tant, en un suposat risc d'impagament de la garantia basada en hipoteques, sinó que està associat a les pujades dels tipus d'interès. Un augment de la taxa d'interès oficial provocaria que els nous dipòsits a termini que s'emetessin rendissin a una taxa d'interès superior, de manera que les cèdules hipotecàries emeses en el passat passarien a ser menys interessants, i la seva cotització al mercat secundari cauria. Això fa que el seu principal avantatge —el fet de cotitzar i poder-se convertir en líquid immediatament—, pot esdevenir també el seu principal desavantatge, perquè la seva cotització està lligada al tipus d'interès, i si aquest puja la cotització de les cèdules baixa, inclús per sota del nominal. Cal tenir present, també, que els mercats secundaris de cèdules hipotecàries tenen una liquiditat limitada.